# Challenger de Segovia 2017

El torneo Open Castilla y León 2017 fue un torneo profesional de tenis. Perteneció al ATP Challenger Series 2017. Se disputó en su 32.ª edición sobre superficie dura, en Segovia, España entre el 31 de julio y el 6 de agosto de 2017.

## Jugadores participantes del cuadro de individuales
| Favorito | País                   | Jugador           | Rank1 | Posición en el torneo |
| -------- | ---------------------- | ----------------- | ----- | --------------------- |
| 1        | Bandera de España      | Marcel Granollers | 106   | Cuartos de final      |
| 2        | Bandera de Alemania    | Peter Gojowczyk   | 108   | Primera ronda         |
| 3        | Bandera de Ucrania     | Sergiy Stakhovsky | 115   | Primera ronda         |
| 4        | Bandera de Italia      | Luca Vanni        | 119   | Primera ronda         |
| 5        | Bandera de Bielorrusia | Egor Gerasimov    | 123   | Primera ronda         |
| 6        | Bandera de España      | Adrián Menéndez   | 137   | Primera ronda         |
| 7        | Bandera de Italia      | Matteo Berrettini | 173   | Semifinales           |
| 8        | Bandera de Bielorrusia | Ilia Ivashka      | 182   | Primera ronda         |

- 1 Se ha tomado en cuenta el ranking del 24 de julio de 2017.

### Otros participantes
Los siguientes jugadores recibieron una invitación (wild card), por lo tanto ingresan directamente al cuadro principal (WC):
- Nicolás Álvarez Varona
- Gerard Granollers
- Carlos Taberner
- Bernabé Zapata Miralles

Los siguientes jugadores ingresan al cuadro principal tras disputar el cuadro clasificatorio (Q):
- Edoardo Eremin
- Hugo Grenier
- Mick Lescure
- David Vega Hernández

## Campeones

### Individual Masculino
- Jaume Munar derrotó en la final a  Álex de Miñaur, 6–3, 6–4

### Dobles Masculino
- Adrián Menéndez /  Sergiy Stakhovsky derrotaron en la final a  Roberto Ortega Olmedo /  David Vega Hernández, 4–6, 6–3, [10–7]